# Sidi Allal Lamsadder
Sidi Allal Lamsadder  (in arabo سيدي علال المصدر‎?) è un centro abitato e comune rurale del Marocco situato nella provincia di Khémisset, regione di Rabat-Salé-Kénitra. Conta una popolazione di 7 366 abitanti (censimento 2014).